# Arroio Grande (districte de Santa Maria)
Arroio Grande és un dels deu districtes en què es divideix la ciutat de Santa Maria, a l'estat brasiler de Rio Grande do Sul. Limita amb els districtes de Palma i Sede, i, amb els municipis de Silveira Martins, Julio de Castilhos i Itaára.'

## Barris
El districte es divideix en els següents barris:
1. Arroio Grande